# Yamakawa Kenjirō

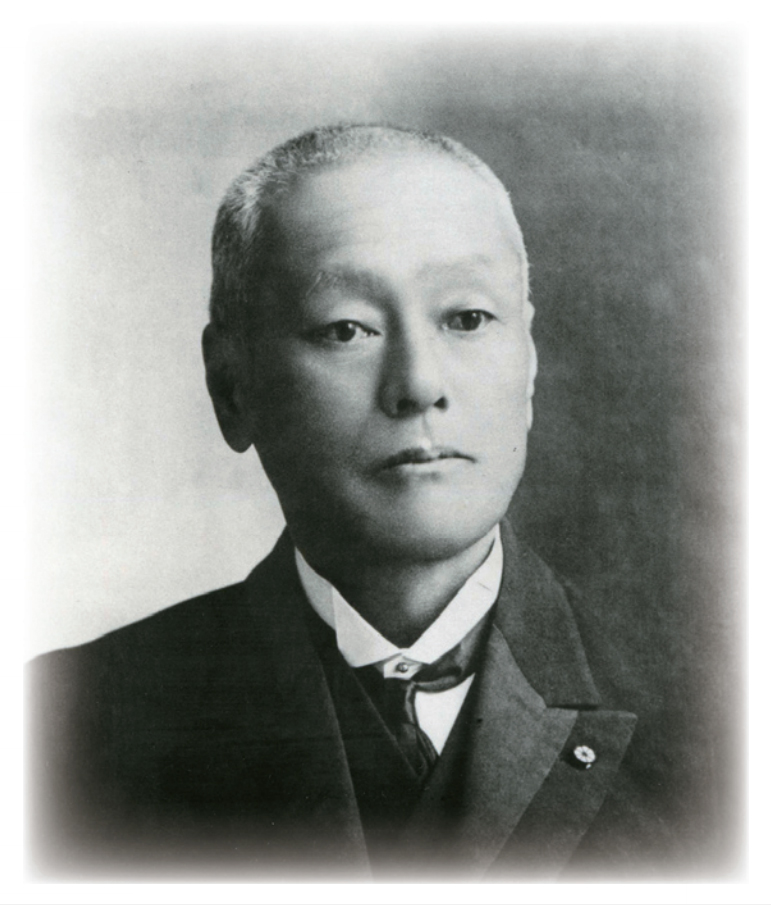
Yamakawa Kenjirō

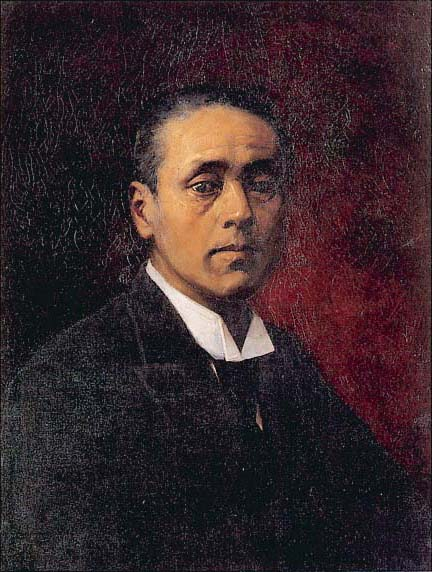
Yamakawa

Yamakawa Kenjirō (japanisch 山川 健次郎; * 9. September 1854 in Wakamatsu (Provinz Mutsu); † 26. Juni 1931 in Ikebukuro, Tokio) war ein japanischer Physiker.

## Leben und Wirken
Yamakawa Kenjirō wurde als Sohn eines Samurai des Aizu-Han geboren. Er erhielt seinen ersten Unterricht an der Han-Schule „Nisshinkan“ (日新館), lernte auch Französisch unter Numa Morikazu (沼間 守一; 1844–1890). Während des Boshin-Krieges (1868 – 1869) war er Teil der Byakkotai, einer Reservetruppe, die sich aus Samuraisöhnen im jugendlichen Alter zusammensetzte. Danach studierte er auf Empfehlung des „Hokkaidō kaitakushi“ (北海道開拓使), der Entwicklungsbehörde von Hokkaidō, ab 1870 im Ausland, und zwar  in Russland und in den Vereinigten Staaten. In den USA studierte er an der Yale-Universität, und zwar Bauingenieurwesen.
1875 kehrte Yamakawa nach Japan zurück und wurde im folgenden Jahr Assistenzprofessor für Physik an der „Kaisei gakkō“ (開成学校), einer der Vorläufereinrichtungen der Universität Tokio. 1881 wurde er Professor an der Fakultät für Naturwissenschaften der Universität Tokio. 1888 wurde er erster Doktor der Naturwissenschaften in Japan. 1893 wurde er Dekan der Abteilung für Wissenschaften (Vorgänger der Fakultät für Naturwissenschaften der Universität) und 1891 Präsident der Universität.
1907 übernahm Yamakawa die Präsidentschaft der Meiji-Berufsschule (治専門学校), wurde 1911 Präsident der Kyūshū-Universität und wurde dann 1918 erneut Präsident der Universität Tokio und gleichzeitig Präsident der Universität Kyōto. Darüber hinaus war er bereits seit 1897 Mitglied des Oberhauses des Parlaments, wurde 1918 zum Baron ernannt. 1923 wurde er Mitglied des Sūmitsu-in und blieb es bis zu seinem Ableben.
Es ist überliefert, dass Yamakawa denjenigen, die Physik studieren wollten, riet: „Erstens Mathematik, zweitens Mathematik, drittens Mathematik“.